# آرتور هاوز (بازیکن فوتبال)
آرتور هاوز (انگلیسی: Arthur Howes; ۹ اکتبر ۱۸۷۶ – ۱۹۵۰ (۷۳−۷۴ سال)) بازیکن فوتبال بود.
از باشگاه‌هایی که در آن بازی کرده‌است می‌توان به باشگاه فوتبال لستر سیتی اشاره کرد.